# Gyula Nagy
Pour les personnes ayant le même patronyme, voir Nagy.
Gyula Nagy, ou Jules Nagy, né le 7 avril 1924 à Szob (Hongrie) et mort le 10 mars 1996 à Marseillan, est un footballeur et entraîneur hongrois.

## Carrière
Gyula Nagy commence sa carrière avec le Vasas SC, puis rejoint la France où il joue pour de nombreux clubs. Il est transféré du SR Colmar à l'AC Fiorentina en août 1949 pour 6 millions de lires. Il terminé sa carrière comme entraîneur-joueur au FC Metz.
Il a ensuite entraîné le SEC Bastia et le FC Sète.

## Sources
- Marc Barreaud, Dictionnaire des footballeurs étrangers du championnat professionnel français (1932-1997), l'Harmattan, 1997. cf. notice du joueur page 164.
- (fr) Fiche du joueur et entraîneur sur le site du FC Metz